# Trogodendron fasciculatum
Trogodendron fasciculatum is een keversoort uit de familie mierkevers (Cleridae). De wetenschappelijke naam van de soort is voor het eerst geldig gepubliceerd in 1802 door Schreibers.